# Koriabo
Koriabo ist eine Gemeinde in der Provinz Barima-Waini in Guyana. Die Siedlung wurde in den 1760er Jahren als niederländische Plantage gegründet, in den 1890er Jahren wurde eine Polizeistation im Ort errichtet.